# Paraskewa Padłewśka
Paraskewa Padłewśka, ukr. Параскева Падлевська (ur. 1888, zm. 1960) – ukraińska rolniczka zaangażowana w pomoc Polakom podczas rzezi wołyńskiej.
Paraskewa Padłewśka wraz z mężem prowadziła gospodarstwo rolne w Kisielinie na Wołyniu.
11 lipca 1943 roku członkowie OUN-UPA zamordowali ok. 90 Polaków uczestniczących w niedzielnej mszy w miejscowym kościele. Włodzimierz Sławosz Dębski był w grupie osób, którym udało się przeżyć masakrę. Został jednak raniony w nogę. Przez kilka dni ranny wraz ze swoimi rodzicami ukrywał się w gospodarstwie Lubow i Antona Parfeniuków. Jako że jego stan pogarszał się, konieczne okazało się zapewnienie mu fachowej opieki medycznej. Padłewśka podjęła się przewiezienia go wraz z jego matką do odległego o 20 kilometrów szpitala w Łokaczach, ratując tym samym jego życie.
W 2023 za swoją postawę podczas uroczystości w Belwederze w Warszawie została pośmiertnie wyróżniona Medalem Virtus et Fraternitas.